# Clavulicium delectabile
Clavulicium delectabile é uma espécie de fungo pertencente à família Hydnaceae.